# Александар Дамјановић (активиста)
Александар Дамјановић (Никшић), црногорски је бизнисмен и национални активиста. Предсједник је НВО Црногорска културна мрежа основане 2009. године.

## Рад
У фокусу његових активности је јачање црногорског идентитета у земљи и региону. Поједине невладине организације из Црне Горе оптужиле су га за отворен говор мржње према Србима. У својим изјавама изражава нетрпељивост према Српској православној цркви.
Дамјановић је имао неколико јавних перформанса у виду слања поклона политичким неистомишљеницима. Тако је српском историчару др Александру Раковићу послао пакет презерватива, Дритану Абазовићу поклонио је шајкачу и флашу ракије са ликом генерала Драгољуба Михаиловића, док је хрватском политичару и самодекларисаном неоусташи Анти Пркачину (који сматра да су Црногорци црвени Хрвати) поклонио гусле у знак захвалности на подршци.
Јула 2022. Црногорска културна мрежа изазвала је реакције јавности након што је у оквиру пројекта Црна Гора без подела приказала униформу комуналаца као ромску народно ношњу, што је изазвало незадовољство и негативне реакције ромске заједнице.